# Moundour
Moundour est une localité du Cameroun située dans l'arrondissement de Meri, le département du Diamaré et la région de l’Extrême-Nord. Elle fait partie du canton de Godola. Moundour comprend deux villages, Moundour I et Moundour II.

## Population
En 1974, on distinguait quatre villages nommés Moundour dans le canton de Godola : Moundour Foulbe (203 habitants), Moundour Guiziga I (210), Moundour Guiziga II (140) et Moundour Moufou (17).
Lors du dernier recensement de 2005, Moundour I comptait 569 habitants, dont 302 hommes et 267 femmes ; tandis que Moundour II en comptait 499, avec 245 hommes et 254 femmes.

## Économie

### Eau et énergie
La localité de Mondour Foulbé apparaît dans le plan communal de développement avec un projet de construction d’un forage muni de PMH.